# Baranisobas ridibundus
Baranisobas ridibundus är en stekelart som först beskrevs av Johann Ludwig Christian Gravenhorst 1829.  Baranisobas ridibundus ingår i släktet Baranisobas och familjen brokparasitsteklar. Arten är reproducerande i Sverige. Inga underarter finns listade.